# Peodes petsamoensis
Peodes petsamoensis är en tvåvingeart som beskrevs av Frey 1930. Peodes petsamoensis ingår i släktet Peodes och familjen styltflugor. Enligt den finländska rödlistan är arten sårbar i Finland. Arten har ej påträffats i Sverige. Artens livsmiljö är sandstränder vid sötvatten. Inga underarter finns listade i Catalogue of Life.